# Italiaans voetbalschandaal uit 2006
Het Italiaans voetbalschandaal uit 2006 was een omkoopschandaal in het Italiaans betaald voetbal. De affaire staat in Italië algemeen bekend als Calciopoli, een toespeling op Italiës roemruchte corruptieschandaal Tangentopoli uit 1992. In 2006 kregen de media, net voor het einde van het kampioenschap, lucht van de afgeluisterde telefoongesprekken. Het duurde niet lang of het voetbalgekke Italië was in de ban van het grootste schandaal dat het Italiaanse voetbal heeft gekend. Enkele grote clubs uit de Italiaanse competitie waren erbij betrokken. Uit onderzoek bleek dat Luciano Moggi wedstrijden van Juventus en andere clubs manipuleerde. Hij bleek de spil in de affaire. Niet veel later werden ook de clubs AC Milan, ACF Fiorentina, Lazio Roma, Reggina en AC Arezzo genoemd. Scheidsrechters, leden van de voetbalbond, bestuursleden van voetbalclubs en zelfs politici werden met de affaire in verband gebracht.

## Onderzoek
In het voetbalseizoen 2004-2005 was het in de Serie A opvallend om te zien dat er door scheidsrechters haast met regelmaat onterechte penalty's werden toegekend, onterechte kaarten werden uitgedeeld en andere dubieuze beslissingen werden genomen. Ook enkele rechters uit Turijn was dit niet ontgaan en in 2004 namen zij de taak op zich om onderzoek te doen naar de vermeende misstanden. Het afluisteren van telefoongesprekken was hun voornaamste methode om erachter te komen wat er gaande was. Na veertig dagen werd het onderzoek alweer gestaakt. Niet veel later werd de zaak echter nieuw leven ingeblazen door de Napolitaanse rechters Filippo Beatrice en Giuseppe Narducci, onder wiens leiding uiteindelijk het leeuwendeel van het werk is verzet. Samen met de politie van Rome ontfermden ze zich over meer dan 30.000 telefoongesprekken. Enkele duizenden hiervan bleken bruikbaar voor de processen die later gevoerd zouden worden. In rap tempo kwam men er inderdaad achter dat tal van wedstrijden en scheidsrechters waren en werden gemanipuleerd. Een behoorlijk aantal andere, aan voetbal gerelateerde zaken bleek eveneens niet in de haak.

## De betrokkenen en hun rol

### Luciano Moggi
Omdat Luciano Moggi (Monticiano, 10 juli 1937), de toenmalige algemeen directeur van Juventus, de meest vooraanstaande rol in het voetbalschandaal speelde en het eigenlijk 'zijn' systeem was, werd de affaire door La Gazzetta dello Sport ook wel Moggiopoli genoemd. Moggi had onder andere invloed op het proces waarbij scheidsrechters worden aangesteld. Dit deed hij via zijn tussenpersonen Pierluigi Pairetto en Paolo Bergamo, beide werkzaam bij de Italiaanse voetbalbond. Het ging in het seizoen 2004-2005 om maar liefst 29 van de 38 wedstrijden die Juventus in de Serie A moest spelen, en ook om enkele van hun Europese ontmoetingen. Pairetto en Bergamo maakten deel uit van de scheidsrechterscommissie en konden er dus voor zorgen dat Moggi zijn zin kreeg.
Het doel van Moggi was om winst voor La Vecchia Signora (De Oude Dame), oftewel Juventus, te garanderen. Diegenen die zich onwelwillend opstelden konden rekenen op een woedeaanval van Moggi. Hij was in staat een einde te maken aan de carrière van een scheidsrechter. Arbiter Gianluca Paparesta kreeg de volle laag toen hij het in z’n hoofd haalde Reggina te laten winnen van Juventus (2-1, 6 november 2004). Paparesta was die wedstrijd zeker niet in goeden doen (Juve werd een penalty ontnomen en twee van hun goals werden onterecht afgekeurd). Moggi was na afloop dusdanig kwaad dat hij Paparesta in de kleedkamer had opgesloten om er vervolgens met de sleutel vandoor te gaan naar het vliegveld. Dit heeft hij anderen niet lang na het voorval over de telefoon verteld. Paparesta heeft dit verhaal enkele jaren later ontkend waarschijnlijk om te doen voorkomen dat hij überhaupt niks met het schandaal van doen heeft gehad.
Internationaal topscheidsrechter Pierluigi Collina was ook betrokken bij de affaire maar hij moest vaak genoegen nemen met minder belangrijke wedstrijden, voor Moggi stond Collina te boek als te integer.
Iets anders waar Moggi zich schuldig aan maakte was het in de watten laten leggen van spelersmakelaars, zodat het transferbeleid van Juventus positief beïnvloed kon worden. Zo was Moggi er alles aan gelegen spits Zlatan Ibrahimovic van Amsterdam naar Turijn te halen. De preses stond veelvuldig in contact met Ibrahimovic’ zaakwaarnemer Mino Raiola. Op instigatie van Moggi moest Ibrahimovic overigens met opzet slecht spelen, zodat zijn transferprijs naar beneden zou gaan.
Daarnaast had Moggi medezeggenschap over wie de belangrijkste posities binnen de voetbalbond mocht innemen. Met vicevoorzitter Mazzini had Moggi nog een vertrouweling binnen de FIGC. Moggi’s netwerken strekten echter veel verder dan de voetbalwereld alleen. Afgezien van verschillende vrienden bij de politie – aan wie hij vrijkaartjes gaf in ruil voor gunstige diensten - had hij contact met ten minste twee leden van het kabinet Berlusconi: de Minister van Binnenlandse Zaken Giuseppe Pisanu en de Minister van Economie Domenico Siniscalco. De eerste is fan van Torres Sassari, deze club uit de Serie C stond op het punt van degraderen. Hij vroeg Moggi scheidsrechters te regelen die Torres Sassari goedgezind zouden zijn; hier stond tegenover dat de minister ervoor zou zorgen dat de competitie niet zou worden stilgelegd een dag na het overlijden van Paus Johannes Paulus II. Juventus moest namelijk tegen het sterk verzwakte Fiorentina aantreden en zou op die manier dus meer kans hebben op winst. Siniscalco op zijn beurt zorgde ervoor dat een vriend van Moggi aan de top van de fiscale politie zou komen; in ruil hiervoor mochten de zoontjes van Siniscalco mee op het zomerkamp van de jeugd van Juventus.
Naast contacten in de politiek, bij de Italiaanse voetbalbond en met de politie had Moggi ook bondgenoten binnen de voetbaljournalistiek. Regelmatig had de president van Juve contact met de leiding van voetbalprogramma’s op televisie. Zorgvuldig werden de verdachte momenten van de gemanipuleerde wedstrijden buiten beeld gehouden. In ruil voor een uiterst kostbaar horloge beloofde een van de bekendste presentatoren, Aldo Biscardi, geen ‘heikele punten’ aan te kaarten in de studio. Toen ontdekt werd dat Biscardi betrokken was bij het schandaal nam hij ontslag van zijn werkgever, de commerciële zender La7.
In april 2007 gaf La Repubblica nieuwe details vrij. De aanklagers uit Napels vonden een reeks nieuwe telefoongesprekken tussen Moggi, Bergamo, Pairetto en een aantal scheidsrechters. Voornamelijk Zwitserse maar ook Sloveense simkaarten werden gebruikt in de hoop niet te kunnen worden afgetapt, maar dit bleek dus tevergeefs. Een aantal van deze telefoontjes heeft plaatsgevonden voor de wedstrijd Juventus-AC Milan op 18 december 2004 (0-0). Er was maar liefst dertienmaal telefonisch contact tussen Moggi en Bertini, de scheidsrechter van die wedstrijd.
Onderzoekers kwamen tot de conclusie dat Moggi per dag gemiddeld 416 keer belde of gebeld werd. Hij had zes mobiele telefoons en zo'n 300 simkaarten. In 9 maanden tijd had hij 100.000 keer telefonisch contact. Dat is gemiddeld een telefoontje iedere twee en een halve minuut in een dag van 16 uur. Uiteraard was slechts een fractie van deze telefoongesprekken 'besmet', maar het geeft eens te meer aan hoe geobsedeerd hij was met het intact houden van zijn netwerken.
Verschillende processen werden tegen Moggi gevoerd door onderzoeksrechters in Rome en Napels. In 2006 heeft de FIGC Moggi een vijf jaar lange ban uit het voetbal opgelegd voor zijn groteske rol in het schandaal. Het lidmaatschap van de nationale voetbalbond is Moggi definitief kwijt.
Moggi was al eerder betrokken bij voetbalschandalen, maar ook bij doping-, gok- en andere corruptieaffaires. Zo hielp hij Diego Maradona, destijds sterspeler van SSC Napoli, in de jaren 80 bij het omzeilen van een dopingcontrole.

### Alessandro Moggi
Alessandro is de zoon van Luciano Moggi en werkte tot 2006 als voorzitter van GEA World, de belangrijkste voetbalmakelaarsorganisatie van Italië voor zowel voetballers als coaches. Luciano dwong sommige spelers om zaken te doen met het bedrijf van zijn zoon.
In 2010 is de straf van Alessandro Moggi gehalveerd: het Tribunale Nazionale di Arbitrato per lo Sport (TNAS) heeft beslist om de straf te verlagen van vier naar twee jaar. Ook zijn geldboete werd verminderd: van € 250 000 naar € 125 000. Het gevolg van deze strafvermindering is dat hij weer actief mag zijn in de voetbalwereld vanaf januari 2011.

### Leonardo Meani
Leonardo Meani was een bestuurslid van AC Milan. In april 2005 werden telefoongesprekken van hem met onder meer Gennaro Mazzei - degene die de grensrechters aanstelde - en grensrechter Gabriele Contini geopenbaard. In deze gesprekken klaagt Meani over grensrechter Duccio Baglioni. Baglioni was geselecteerd voor de wedstrijd die Milan tegen Siena moest spelen. Ook de arbitrage die Milan kreeg in de wedstrijd tegen Chievo Verona kon Meani's goedkeuring niet wegdragen. Milan verloor deze wedstrijden.
De advocaten van AC Milan en de vicepresident van de club, Adriano Galliani, stelden dat het de acties betrof van een individu en dat de club daar verder geen verantwoordelijkheid voor hoefde te dragen. Maar de Italiaanse voetbalfederatie bracht als argument naar voren dat Galliani Meani niet op zijn acties heeft aangesproken. Galliani, zelf ook voorgekomen in de telefoongesprekken, is uiteindelijk veroordeeld voor een ban van 5 maanden.
De straf die Leonardo Meani uiteindelijk opgelegd heeft gekregen is een ban van 2 jaar en 3 maanden.

### Diego en Andrea Della Valle
Diego Della Valle (Sant'Elpidio a Mare, 30 december 1953) is een Italiaanse ondernemer, eigenaar van Tod’s en ex-president van ACF Fiorentina. Tijdens zijn aanstelling werd Fiorentina teruggebracht in de Serie A.
In 2006 is hij schuldig verklaard aan betrokkenheid bij het voetbalschandaal en heeft hij hiervoor een straf van 3 jaar en 9 maanden gekregen. Het CONI heeft deze straf in 2007 uiteindelijk teruggebracht naar 8 maanden en hij wordt alleen aangeklaagd voor het schenden van artikel 1 (sportieve loyaliteit), hierdoor blijft hij schuldig aan sportieve fraude.
Andrea Della Valle (Casette d'Ete, 26 september 1965) is ook een Italiaanse ondernemer en is de broer van Diego, die hem had aangesteld als voorzitter van ACF Fiorentina. In afgeluisterde telefoongesprekken tussen de broers, Luciano Moggi en FIGC official Paolo Bergamo uit 2004 en 2005 is te horen dat ze klagen over de besluiten van scheidsrechters tijdens wedstrijden. Andrea Della Valle heeft hiervoor uiteindelijk een straf van 1 jaar en 1 maand verbanning gekregen.

### Claudio Lotito
Claudio Lotito (Rome, 9 mei 1957) is een Italiaanse ondernemer en eigenaar van voetbalclub Lazio Roma. In afgeluisterde telefoongesprekken is te horen dat hij voormalig FIGC vicepresident Innocenzo Mazzini vertelt dat Diego Della Valle hem een ‘offer voor de bandieten’ heeft gemaakt in relatie tot de wedstrijd tussen Lazio en Fiorentina aan het eind van het seizoen van 2004-2005.
Lotito wordt daarnaast ook nog verdacht van fraude met de aandelen van Lazio Roma. Hem is uiteindelijk een ban van 4 maanden opgelegd.

### Pierluigi Pairetto
Pierluigi Pairetto (Turijn, 15 juli 1952) is een voormalig scheidsrechter. Van 1999 tot 2006 was hij samen met Paolo Bergamo werkzaam bij de Associazione Italiana Arbitri als aansteller van de scheidsrechters in de Serie A en de Serie B. Bovendien was hij de vicevoorzitter van de scheidsrechterscommissie van de UEFA, totdat onder andere werd ontdekt dat hij contact had met Luciano Moggi over de scheidsrechters die UEFA-wedstrijden moesten fluiten. Zo noemde Pairetto twee weken voor de wedstrijd al de naam van de scheidsrechter die  Juventus tegen Ajax zou fluiten, terwijl er in het reglement van de UEFA staat dat dit pas 48 uur voor aanvang van de wedstrijd bekendgemaakt mag worden. Zijn uiteindelijke straf is een ban van 3,5 jaar. Pairetto werd door Moggi en Giraudo ook wel 'Pinochet' genoemd.
In 2006 sprak ex-arbiter Angelo Bonfrisco enkele veelzeggende woorden over de scheidsrechters en hun aanstellers: 'In het Italiaanse voetbal leer je angst en eerbied te hebben voor de grote clubs. Je maakt carrière samen met hen en hun overwinningen.' Volgens Bonfrisco is dat de boodschap, iedere keer weer, als de scheidsrechters om de week bijeenkomen in het sportcentrum in Coverciano. 'De leraren daar zijn de twee mensen die de scheidsrechters aanwijzen. Pierluigi Pairetto en Paolo Bergamo.'

### Paolo Bergamo
Paolo Bergamo (Collesalvetti, 21 april 1943) is een voormalig scheidsrechter. Van 1999 tot 2005 was hij samen met Pairetto bij de Associazione Italiana Arbitri verantwoordelijk voor de scheidsrechters in de Serie A en de Serie B. Van 2002 tot 2006 zat hij tevens in de scheidsrechterscommissie van de FIFA. Aan het eind van 2005 besloot Bergamo het bij de AIA voor gezien te houden, hij had het er niet meer naar z'n zin omdat hij naar eigen zeggen te veel kritiek te verduren kreeg. 'Op een gegeven moment werden de kritieken onhoudbaar: ik trok het niet langer dat mijn werk 219 van de 365 dagen niet werd gewaardeerd.' Toen een klein half jaar later het schandaal uitbrak - waar ook Bergamo zeer nauw bij betrokken was - had hij dus zijn ontslag al aangeboden en kon om die reden niet vervolgd worden. Bergamo werd door Moggi en Giraudo ook wel 'Atalanta' genoemd.

### Massimo De Santis
Massimo De Santis (Tivoli, 8 april 1962) is een Italiaanse voetbalscheidsrechter die op mondiaal niveau actief was. Hij was een van de 23 scheidsrechters die tijdens het Wereldkampioenschap van 2006 in Duitsland mocht fluiten, maar omdat er in mei 2006 telefoongesprekken werden onderschept waaruit bleek dat hij betrokken bleek te zijn bij het voetbalschandaal, moest hij het WK laten schieten.
Uit de gesprekken bleek dat hij aan het hoofd stond van de door hemzelf opgerichte Combriccola Roma, de bende van Rome. Hij werd schuldig bevonden en kreeg van de rechters een schorsing van 4,5 maand. Uiteindelijk heeft hij een ban van 4,5 jaar gekregen.
Op 30 april 2007 verscheen De Santis samen met Luciano Moggi in een voetbalprogramma op televisie waarin hij stelde nooit enig contact te hebben gehad met Moggi. Een paar weken daarvoor had hij van de rechtbank van Napels het bericht gekregen dat de onderzoeken naar zijn betrokkenheid bij de sportieve fraude waren stopgezet. De Santis blijft zelf volhouden niets met het omkoopschandaal te maken te hebben.

### Marcello en Davide Lippi
Marcello Lippi (Viareggio, 11 april 1948) is voormalig voetballer, voormalig clubcoach en bondscoach, hetgeen hij ook was in 2006 toen hij het Italiaans voetbalelftal naar de overwinning op het WK in Duitsland dirigeerde.
Zijn zoon Davide zat in het bestuur van GEA World. Davide Lippi, Giuseppe De Mita, Riccardo Calleri en Tommaso Cellini waren allen bestuursleden van deze makelaarsorganisatie. Zij zouden spelers hebben gedwongen zich bij GEA-World aan te sluiten. Als spelers dit weigerden werden ze geïntimideerd en dreigden de bestuursleden ermee dat de carrières van de voetballers er niet zo rooskleurig zouden uitzien. Italiaanse internationals konden bijvoorbeeld hun plaats in het nationale elftal van Marcello Lippi verliezen. Spelers die zich wel aansloten, kregen juist meer kans op een plaats in het nationale elftal. Ook Luciano Moggi zou bij dit soort praktijken zijn invloed hebben laten gelden, hierbij moet niet vergeten worden dat Lippi jarenlang coach van Juventus is geweest onder leiding van Moggi. Zelf beweert Lippi hier niet aan mee te hebben gewerkt.

### Spelers betrokken
Ook spelers werden opgepakt en ondervraagd. Gianluigi Buffon, doelman van Juventus, zou op gemanipuleerde wedstrijden hebben gegokt. Dit bleek later echter niet vervolgbaar, omdat er veel onduidelijkheid bestond over hoeveel informatie Buffon precies had wat betreft de uitslagen van de wedstrijden. Bij de spelers van Juventus Fabio Cannavaro en Zlatan Ibrahimović, werden huiszoekingen gedaan. Dit in verband met verdachte transfers. Juventus zou bij bepaalde transfers lagere bedragen in de boekhouding van de club hebben geschreven, in de hoop minder belastingen te moeten betalen. De transfer van Zinédine Zidane (van Juventus naar Real Madrid) en die van Edwin van der Sar van Juventus naar Fulham werd ook onderzocht door het parket.

## De veroordeling van de clubs
Net na het WK voetbal 2006 dat door Italië gewonnen werd, kwam het veroordelingsproces op gang. Daarin werden Lazio Roma en Fiorentina naar de Serie B verwezen met respectievelijk 15 en 12 punten in mindering.Verder werd Juventus naar de Serie C1 verwezen met 30 strafpunten. AC Milan bleef van de grote clubs het meest bespaard en mocht in de Serie A blijven met 15 strafpunten.
Alle clubs gingen in beroep en kregen uiteindelijk een minder zware straf. Alleen Juventus ging naar de Serie B, maar kreeg minder strafpunten dan oorspronkelijk was geëist. De twee laatst behaalde landstitels, die uit 2005 en 2006 werden Juventus wel ontnomen. AC Milan, Fiorentina en Lazio mochten uiteindelijk in de Serie A blijven en kregen eveneens minder strafpunten dan in eerste instantie was geëist. Milan eindigde toch nog hoog genoeg om in het seizoen 2007-08 te mogen deelnemen aan de voorrondes van de Champions League. Voor Milan is de schade dus beperkt gebleven. Sommige Italiaanse journalisten denken dat de invloed van voorzitter Silvio Berlusconi hiervoor de reden is.
| Team           | Degradatie                          | Degradatie              | Degradatie               | Punten aftrek (2006-07 seizoen) | Punten aftrek (2006-07 seizoen) | Punten aftrek (2006-07 seizoen) | Overige veroordeling                                                                         | Overige veroordeling |
| Team           | Origineel veroordeling              | Beroep resultaat        | Definitieve veroordeling | Originele veroordeling          | Beroepsveroordeling             | Definitieve veroordeling        | Origineel veroordeling                                                                       | Definitieve veroordeling |
| -------------- | ----------------------------------- | ----------------------- | ------------------------ | ------------------------------- | ------------------------------- | ------------------------------- | -------------------------------------------------------------------------------------------- | --- |
| AC Milan       | Geen degradatie                     | Geen                    | Geen                     | Aftrek 15 punten                | Aftrek 8 punten                 | Aftrek 8 punten                 | • Aftrek 44 punten 2005/06 seizoen • uitgesloten voor deelname 2006-07 UEFA Champions League | • Aftrek 30 punten 2005/06 seizoen • Een wedstrijd achter gesloten deuren • € 30.000 boete                                          |
| ACF Fiorentina | Degradatie naar Serie B             | geen                    | Geen                     | Aftrek 12 punten (Serie B)      | Aftrek 19 punten (Serie A)      | Aftrek 15 punten (Serie A)      | • Uitgesloten voor deelname 2006-07 UEFA Champions League                                    | • Uitgesloten voor deelname 2006-07 UEFA Champions League • Twee wedstrijden achter gesloten deuren                                 |
| Juventus F.C.  | Degradatie naar Serie B             | Degradatie naar Serie B | Degradatie naar Serie B  | Aftrek 30 punten                | Aftrek 17 punten                | Aftrek 9 punten                 | • Ontnemen 2005 en 2006 titels • Uitgesloten voor deelname 2006-07 UEFA Champions League     | • Ontnemen 2005 en 2006 titels • Uitgesloten voor deelname 2006-07 UEFA Champions League • Drie wedstrijden achter gesloten deuren  |
| Lazio          | Degradatie naar Serie B             | Niet                    | Niet                     | Aftrek 7 punten (Serie B)       | Aftrek 11 punten (Serie A)      | Aftrek 3 punten (Serie A)       | • Uitgesloten voor deelname voor 2006-07 UEFA Cup                                            | • Uitgesloten voor deelname voor 2006-07 UEFA Cup • Twee wedstrijden achter gesloten deuren.                                        |
| Reggina Calcio | (Geen oorspronkelijke veroordeling) | Geen                    | Geen                     | Aftrek 15 punten(Serie A)       | (geen beroep resultaten)        | Aftrek 11 punten (Serie A)      | (Geen oorspronkelijke veroordeling)                                                          | • € 100,000 (gelijk aan eis) Boete • Club president Pasquale Foti boete € 30,000 (equivalent) en geschorst uit voetbal voor 2½ jaar |
| AC Arezzo      | (Geen oorspronkelijke veroordeling) | Geen                    | Geen                     | Aftrek 9 punten(Serie A)        | (Geen beroep resultaten)        | Aftrek 6 punten (Serie A)       | (Geen oorspronkelijke veroordeling)                                                          | Geen |

## De veroordeling van de individuen

### Bestuursleden
| Naam               | Functie/Ex-functie                                        | Straf geëist door het Corte Federale                                                                       | Definitieve straf                                                                              |
| ------------------ | --------------------------------------------------------- | --- | ---------------------------------------------------------------------------------------------- |
| Luciano Moggi      | Algemeen Directeur Juventus                               | 5 jaar verbanning van de voetbalwereld, aanbeveling lidmaatschap FIGC voor het leven kwijt                 | 5 jaar verbanning van de voetbalwereld, lidmaatschap FIGC voor het leven kwijt                 |
| Antonio Giraudo    | Bestuursvoorzitter Juventus                               | € 20,000 boete, 5 jaar verbanning van de voetbalwereld, aanbeveling lidmaatschap FIGC voor het leven kwijt | € 20,000 boete, 5 jaar verbanning van de voetbalwereld, lidmaatschap FIGC voor het leven kwijt |
| Adriano Galliani   | Voorzitter van Lega Calcio en bestuursvoorzitter AC Milan | 9 maanden verbanning                                                                                       | 5 maanden verbanning                                                                           |
| Leonardo Meani     | Bestuurslid AC Milan                                      | 2½ jaar verbanning                                                                                         | 2 jaar en 3 maanden verbanning                                                                 |
| Diego Della Valle  | Eigenaar Fiorentina                                       | 3 jaar en 9 maanden verbanning                                                                             | 8 maanden verbanning                                                                           |
| Andrea Della Valle | Voorzitter Fiorentina                                     | 3 jaar verbanning                                                                                          | 1 jaar en 1 maand verbanning                                                                   |
| Claudio Lotito     | Voorzitter van Lazio Roma                                 | 2 ½ jaar verbanning                                                                                        | 4 maanden verbanning                                                                           |
| Sandro Mencucci    | Bestuurslid Fiorentina                                    | 2½ jaar verbanning                                                                                         | 1 jaar en 5 maanden verbanning                                                                 |
| Pasquale Foti      | Bestuurslid Regina Calcio                                 | € 30,000 boete, 2 ½ jaar verbanning                                                                        | € 30,000 boete, 1 jaar verbanning                                                              |

### Scheidsrechters
| Naam               | Functie/Ex-functie | Straf geëist door het Corte Federale                                    | Definitieve straf                                         |
| ------------------ | ------------------ | ----------------------------------------------------------------------- | --------------------------------------------------------- |
| Massimo De Santis  | Scheidsrechter     | 4,5 jaar verbanning, aanbeveling lidmaatschap FIGC voor het leven kwijt | 4 jaar verbanning, lidmaatschap FIGC voor het leven kwijt |
| Gianluca Paparesta | Scheidsrechter     | 3 maanden verbanning                                                    | 3 maanden verbanning                                      |
| Paolo Bertini      | Scheidsrechter     | Vrijgesproken                                                           | -                                                         |
| Paolo Dondarini    | Scheidsrechter     | Vrijgesproken                                                           | -                                                         |
| Paolo Tagliavento  | Scheidsrechter     | Vrijgesproken                                                           | -                                                         |
| Gianluca Rocchi    | Scheidsrechter     | Vrijgesproken                                                           | -                                                         |
| Pasquale Rodomonti | Scheidsrechter     | Niet vervolgbaar                                                        | -                                                         |

### Grensrechters
| Naam               | Functie/Ex-functie | Straf geëist door het Corte Federale | Definitieve straf    |
| ------------------ | ------------------ | ------------------------------------ | -------------------- |
| Claudio Puglisi    | Lijnrechter        | 1 jaar verbanning                    | 3 maanden verbanning |
| Fabrizio Babini    | Lijnrechter        | 1 jaar verbanning                    | 3 maanden verbanning |
| Stefano Titomanlio | Lijnrechter        | 3 jaar verbanning                    | 3 jaar verbanning    |

### Bestuursleden van de Federazione Italiana Giuoco Calcio en de Associazione Italiana Arbitri
| Naam               | Functie/Ex-functie                                                                           | Straf geëist door het Corte Federale                                  | Definitieve straf                                         |
| ------------------ | -------------------------------------------------------------------------------------------- | --------------------------------------------------------------------- | --------------------------------------------------------- |
| Innocenzo Mazzini  | Vice-president FIGC                                                                          | 5 jaar verbanning, aanbeveling lidmaatschap FIGC voor het leven kwijt | 5 jaar verbanning, lidmaatschap FIGC voor het leven kwijt |
| Pierluigi Pairetto | Lid scheidsrechterscommissie                                                                 | 2½ jaar verbanning                                                    | 2½ jaar verbanning                                        |
| Paolo Bergamo      | Lid scheidsrechterscommissie                                                                 | Onvervolgbaar                                                         | -                                                         |
| Gennaro Mazzei     | Lid scheidsrechterscommissie                                                                 | 4 jaar verbanning                                                     | 2 jaar verbanning                                         |
| Tullio Lanese      | President scheidsrechterscommissie                                                           | 2½ jaar verbanning                                                    | 1 jaar verbanning                                         |
| Franco Carraro     | Bondsvoorzitter FIGC                                                                         | 4 jaar en 6 maanden verbanning                                        | € 80.000 boete                                            |
| Pietro Ingargiola  | Waarnemer van de scheidsrechterscommissie                                                    | Waarschuwing                                                          | -                                                         |
| Maria Grazia Fazi  | Secretaris 'Commissione Arbitri Nazionale Serie A e B' en secretaris van Bergamo en Pairetto | Vrijgesproken                                                         | -                                                         |

### Voetballers (indirect betrokken)
| Naam               | Functie/Ex-functie    | Beschuldiging                                  | Consequentie |
| ------------------ | --------------------- | ---------------------------------------------- | ------------ |
| Edwin van der Sar  | Doelman Juventus      | Verdachte transfer                             | -            |
| Gianluigi Buffon   | Doelman Juventus      | Zou op gemanipuleerde wedstrijden gewed hebben | -            |
| Fabio Cannavaro    | Verdediger Juventus   | Verdachte transfer                             | Huiszoeking  |
| Zinédine Zidane    | Middenvelder Juventus | Verdachte transfer                             | Huiszoeking  |
| Zlatan Ibrahimovic | Aanvaller Juventus    | Verdachte transfer                             | Huiszoeking  |

### Politici
| Naam                | Functie/Ex-functie              | Beschuldiging | Consequentie |
| ------------------- | ------------------------------- | --- | ------------ |
| Giuseppe Pisanu     | Minister van Binnenlandse Zaken | Vroeg Moggi scheidsrechters te regelen ten gunste van Torres Sassari                                                                                | -            |
| Domenico Siniscaldo | Minister van Economische Zaken  | De zoontjes van Sinascaldo mochten op zomerkamp van Juventus, als tegenprestatie kreeg een vriend van Moggi een hoge functie bij de fiscale politie | -            |

### Journalisten
| Naam             | Functie/Ex-functie                                                                             | Beschuldiging                                                                                      | Consequentie                                                         |
| ---------------- | ---------------------------------------------------------------------------------------------- | -------------------------------------------------------------------------------------------------- | -------------------------------------------------------------------- |
| Aldo Biscardi    | Bekende voetbalpresentator die op tv bij La7 zijn eigen programma had: Il processo di Biscardi | Werd beloond voor het niet tonen en niet aankaarten van de discutabele momenten uit de wedstrijden | Bepaalde periode op non-actief gesteld door de Orde van Journalisten |
| Tony Damascelli  | Journalist van Il Giornale                                                                     | Zich laten leiden door Moggi tegen beroepsethiek in                                                | Bepaalde periode op non-actief gesteld door de Orde van Journalisten |
| Guido D’Ubaldo   | Journalist van Corriere dello Sport – Stadio                                                   | Zich laten leiden door Moggi tegen beroepsethiek in                                                | Bepaalde periode op non-actief gesteld door de Orde van Journalisten |
| Franco Melli     | Journalist van Il Tempo en tevens vaak te gast bij Il processo di Biscardi                     | Zich laten leiden door Moggi tegen beroepsethiek in                                                | Bepaalde periode op non-actief gesteld door de Orde van Journalisten |
| Lamberto Sposini | Presentator van TG5 en tevens vaak te gast bij Il processo di Biscardi                         | Zich laten leiden door Moggi tegen beroepsethiek in                                                | Bepaalde periode op non-actief gesteld door de Orde van Journalisten |
| Ignazio Scardina | Presentator van Rai Sport                                                                      | Zich laten leiden door Moggi tegen beroepsethiek in                                                | Bepaalde periode op non-actief gesteld door de Orde van Journalisten |
| Ciro Venerato    | Presentator van Rai Sport                                                                      | Zich laten leiden door Moggi tegen beroepsethiek in                                                | Bepaalde periode op non-actief gesteld door de Orde van Journalisten |

## Gevolgen
- La Triade, een benaming voor het driekoppige bestuur van Juventus, dat bestond uit algemeen directeur Luciano Moggi, financieel directeur Antonio Giraudo en vicepresident Roberto Bettega viel uiteen. De eerste twee dienden hun ontslag in op 11 mei 2006. Bettega bleef tot 2007 deel uitmaken van het bestuur (om er eind 2009 weer in terug te keren). Giovanni Cobolli Gigli werd de nieuwe algemeen directeur met als belangrijke rechterhand Jean-Claude Blanc. Alessio Secco werd sportief directeur.
- Bondsvoorzitter Franco Carraro stapte op 8 mei op bij de FIGC. Voormalig zwemkampioen en sportmanager Luca Pancalli volgde hem op. Negen scheidsrechters en elf lijnrechters werden uit voorzorg geschorst, waaronder de scheidsrechters Massimo De Santis en Gianluca Paparesta. De Santis zou de scheidsrechtersvertegenwoordiger van Italië worden bij de Wereldkampioenschappen voetbal 2006, maar werd verbannen uit de Italiaanse voetbalbond.
- Op de Italiaanse beurs waren de aandelen van Juventus op 19 mei ongeveer de helft in waarde gedaald ten opzichte van de waarde op 9 mei. De club verloor 75 miljoen euro aan beurswaarde. Daarnaast moesten de autoriteiten ingrijpen om verdere daling te voorkomen: het aandeel werd op de beurs enkele dagen stilgelegd.[12]
- Het Italiaanse voetbal liep in zijn algemeenheid een gigantische deuk op. Doordat Juventus een divisie lager moest spelen (voor het eerst in de geschiedenis van de club) verlieten een aantal grote spelers het Italiaanse voetbal. Fabio Cannavaro en Emerson gingen naar Real Madrid, Gianluca Zambrotta en Lilian Thuram naar FC Barcelona. Trainer Fabio Capello nam ontslag en werd trainer van Real Madrid. Ongeveer 30 spelers die deelnamen aan het WK in 2006 vertrokken naar met name de Engelse Premier League, de Spaanse Liga en de Duitse Bundesliga. Door Calciopoli liep de Serie A in waarde en attractiviteit terug ten opzichte van de Premier League en La Liga, competities die het afgelopen decennium sowieso al terrein hadden gewonnen op de Serie A.
- Onder andere doelman Gianluigi Buffon, middenvelder Pavel Nedvěd en aanvaller Alessandro Del Piero zwoeren Juventus trouw en volgden de club naar de Serie B. Sterspeler Zlatan Ibrahimovic vertrok naar Inter Milan. Didier Deschamps kreeg de ondankbare taak om de club weer naar de hoogste divisie te loodsen. Juventus begon het seizoen met negen strafpunten, maar won de titel uiteindelijk met zes punten voorsprong op Napoli. Het seizoen daarop keerde de club uit Turijn weer terug naar de Serie A. Na een interim periode waarin Giancarlo Corradini het elftal leidde nam Claudio Ranieri de rol van Deschamps over.
- Teammanager en oud-speler van Juventus Gianluca Pessotto had zich bijna van het leven beroofd.[13] Een maand na de ontdekkingen sprong Pessotto van de bovenste verdieping van het hoofdgebouw van Juventus. In zijn hand hield hij een rozenkrans. Hij kwam boven op de Alfa Romeo 145 van Roberto Bettega terecht. Zwaargewond werd hij afgevoerd naar het ziekenhuis. Hij werd behandeld voor meervoudige breuken en bloedingen. In september mocht hij het ziekenhuis in goede gezondheid verlaten. Pessotto bleek de druk die het schandaal met zich mee bracht niet aan te kunnen, hoewel hij niets met het schandaal te maken had aangezien hij in deze tijd nog voetballer bij Juventus was en geen leidinggevende rol vervulde. Na zijn periode in het ziekenhuis keerde Pessotto weer terug als teammanager. In januari 2007 bekende ook Luciano Moggi dat hij, niet lang na het uitbreken van il calcio caos, eraan gedacht heeft zelfmoord te willen plegen. Dit deed hij in het televisieprogramma Il Bivio. Hij vertelde dat zijn geloof hem echter van deze daad heeft weerhouden.[14]

## De ontvangst van het schandaal

### Italiaanse kranten
Dit schandaal kon aan niemand onopgemerkt voorbij gaan. Op de vele voetbalshows op televisie werd over niets anders dan het schandaal gediscussieerd. Ook de (sport)kranten stonden er bol van: hele pagina’s werden gewijd aan uitgeschreven telefoongesprekken en er werd uitgebreid gespeculeerd over de mogelijke straffen. La Gazzetta dello Sport en La Repubblica waren de eerste die met onthullingen over de affaire naar buiten kwamen.
Maandenlang hield Calciopoli Italië inzijn greep. Het schandaal bleek een dusdanig groot doolhof dat, iedere keer als er eindelijk een vraag beantwoord was, er vanzelf weer nieuwe plaatsvervangende vraagstukken opdoemden. ‘Het systeem is zo verrot dat zelfs het Openbaar Ministerie moeite heeft zich te oriënteren.’ schreef La Stampa veelzeggend.
Giancarlo Galavotti, journalist van La Gazzetta dello Sport, vertelde in 2006: 
Sinds het schandaal is ontdekt, is onze oplage ineens omhoog geschoten met ongeveer 50.000 exemplaren per dag. Zelfs oude vrouwtjes die zich 's ochtends naar de markt begeven willen er over lezen. We zijn met stomheid geslagen.
Bij het vergelijken van drie de Italiaanse sportkranten vallen enkele zaken op:
Tuttosport uit Turijn deed er alles aan Juventus zo veel mogelijk te verdedigen en niet in een kwaad daglicht te stellen. Het liefst schoof men de schuld in de schoenen van anderen.
La Gazzetta dello Sport uit Milaan was evenwichtiger, maar legde in de beginfase duidelijk de nadruk op Moggi door het schandaal Moggiopoli te noemen, tot grote ergernis van Tuttosport.
Corriere dello Sport – Stadio uit Rome was ook behoorlijk evenwichtig in zijn berichtgeving, maar was niet negatiever dan nodig over Lazio Roma.
Ook op de sites van de kranten werden de ontwikkelingen nauwgezet bijgehouden en een aantal afgeluisterde telefoongesprekken konden worden beluisterd via internet.

### Buitenlandse kranten
Ook de buitenlandse media schonken veel aandacht aan het schandaal. De Spaanse sportkrant AS noemde in het stuk 'Sin perdon para la Juve!' (voor Juve geen vergiffenis!) Juventus de grote verliezer in het uiteindelijke veroordelingsproces. De Franse kranten Le Figaro en Le Parisien deelden deze mening maar spraken met name over de clementie van de voetbalbond. In eerste instantie werd gefluisterd dat Juventus zelfs  naar de Serie C zou worden gezet.
'De grote winnaars in het hoger beroep zijn Lazio en Fiorentina', kopte de Duitse sensatiekrant Bild. De Frankfurter Allgemeine repte eveneens over de uiteindelijk maar ‘matige straffen’ die waren uitgedeeld. Ook de Berliner Zeitung was kritisch over de versoepeling van de (geld)straffen in de affaire. Over het algemeen hekelden de Duitsers de clementie van de FIGC die ‘het grootste schandaal in de geschiedenis van het voetbal' had gereduceerd tot een ‘nietszeggende gebeurtenis.’ In feite vond hierdoor te weinig verandering plaats. ‘Het is ook allemaal niet zo erg’, schreef Der Tagesspiegel ironisch.
In The agony and the ecstasy: Two faces of Italian football laat The Independent een voetbalgek Italië zien dat enerzijds in een roes verkeerd na het winnen van het WK en anderzijds opkijkt tegen een reusachtige berg problemen.
In Nederland had NRC Handelsblad de meest veelbeduidende kop: ‘Door en door verrot’, zo werd het Italiaanse voetbalsysteem gekwalificeerd.

### Ludieke spandoeken
Vanzelfsprekend werd er door voetbalfans vol verontwaardiging gereageerd op hetgeen zich had afgespeeld zonder hun medeweten. Zij realiseerden zich terdege dat ze op systematische wijze waren bedrogen. Fans van de betrokken clubs vreesden uiteraard wel dat de straffen zwaar zouden uit vallen. Toen bekend werd dat enkel Juventus moest degraderen, kwam dat voor de supporters van de andere clubs als een opluchting. De verbolgenheid onder de Juventus fans was des te groter. De bianconeri mogen in Italië dan wel de grootste aanhang hebben, het is tegelijkertijd ook de meest gehate club van het land. In Turijn had men sterk het idee dat er alles aan werd gedaan om Juventus zwart te maken. Het 'wij tegen de rest'-gevoel kwam tijdens Calciopoli dan ook eens te meer duidelijk naar voren en Juventus werd door de eigen fans onvoorwaardelijk gesteund.
Na het uitbreken van het schandaal waren in alle stadions tijdens de Serie A wedstrijden ludieke spandoeken te zien, hierbij werd vooral Moggi op de korrel genomen. Hier enkele voorbeelden.
Moggi, chi hai chiamato oggi? - Moggi, wie heb je vandaag gebeld?
Moggi, chiama i miei professori x cambiarmi la pagella - Moggi, bel mijn docenten om mijn cijferlijst te veranderen
Nuova tariffa a TIM + chiami + vinci - Nieuwe tarieven bij TIM (telefoonmaatschappij) + bel + win
Moggi passa a Vodafone. Hai 100 min di chiamate gratis - Moggi, stap over op Vodafone. Dan heb je 100 belminuten gratis
Moggi, se allo stadio vuoi il pienone porta il Juve in meridione - Moggi, als je een vol stadion wil, breng Juve dan naar het zuiden (Delle Alpi, het stadion van Juventus, staat erom bekend altijd nogal leeg te zijn.)
Moggi + Pairetto: coppia scudetto - Moggi + Pairetto: kampioenschapskoppel
Een spandoek om de criminele aard van Moggi's praktijken te onderstrepen.
Pronto...sono Luciano, liberate Provenzano - Hallo...met Moggi, bevrijd Provenzano (de maffiabaas van de Cosa Nostra)
De Juventus-fans bleven echter niet achter met hun creativiteit.
29 made in Italy, 15 made in China - Dit gaat over het aantal behaalde kampioenschappen. De 29 scudetti van Juve zouden op een eerlijke manier gewonnen zijn, de 15 van Inter juist niet, ze zijn van 'inferieure kwaliteit', als ware gefabriceerd in China.
(Luciano) grazie di esistere - (Luciano) dank dat je bestaat
12 anni di successi non si dimenticano! Onore e gloria alla triade. Ancora e sempre con noi - 12 succesvolle jaren zullen niet worden vergeten! Eer en glorie voor de triade! Nog steeds en voor altijd bij ons!
Il fine giustifica i mezzi. Grazie Triade! - Het doel heiligt (alle) middelen. Triade dank!
Meglio un anno in B da Juve che 100 in A da Inter - Beter een jaar in de Serie B met Juve dan 100 in de Serie A met Inter
Toch was er in Delle Alpi ook de nodige zelfspot te vinden.
Sono anni che gioco a schedina...se chiedevo a Moggi facevo prima! - Sinds jaar en dag gok ik op wedstrijden....als ik de uitslagen aan Moggi zou vragen, zou ik winnen!

### Hoe reageerden de Italianen?
Net als de Juventus fans probeerden ook de bestuursleden van Juve zichzelf in een slachtofferrol te manoeuvreren. Sportjournalist Giancarlo Galavotti vergeleek het schandaal met mensen die eerst aanhanger waren van het fascisme en daarna plots niet meer: 'Toen het fascisme viel kwam iedereen min of meer in het gedrang omdat het regime niet in staat was zelf 20 jaar aan de macht te blijven. Diegenen die fascistisch waren gaven dat niet toe, men probeerde het te verbergen of pretendeerde het nooit te zijn geweest. Met schrijnend gemak werd van partij gewisseld.'
'Moggi en Giraudo beweerden dat ze slachtoffers waren en dat alles snel opgehelderd zou worden zodat men kon zien hoe onschuldig ze wel niet waren. Maar onder het overgrote deel van de Italianen heerst de intuïtie dat dit een schandaal betreft dat eigenlijk geen precedenten kent, tenminste niet binnen het Europees voetbal.'
In juli 2006 is een enquête door het internationale opinieonderzoeksbureau Demandi gehouden onder 700 Italiaanse bezoekers van sportsites. De uitslag was dat 65% van de ondervraagden dacht dat de gebeurtenissen van Calciopoli geen langdurige zuiverende langdurige werking zouden hebben en dat de corruptie binnen het voetbal op dezelfde manier door zou blijven gaan als in de periode voor het schandaal. Slechts 33% van de ondervraagde fans stelde nog altijd naar het stadion te zullen gaan met dezelfde instelling en spirit als het jaar ervoor.
Echter, 54% van de voetballiefhebbers bevestigde dat zij nooit meer neutraal en ontspannen naar een Serie A wedstrijd kon kijken, maar altijd wel een moment dacht: 'Zal ook deze wedstrijd gemanipuleerd zijn?'
In een land dat veelvuldig wordt geplaagd door corruptieschandalen is dit een begrijpelijke houding. De toenmalige Italiaanse premier Romano Prodi predikte dan ook voor een 'ethische aardbeving' want het schandaal 'heeft de mensen laten zien hoe diep onze ethische crisis is en hoe die is doorgedrongen in iedere sector van het openbare leven.'

### De documentaire ‘Operazione Off-Side’
De makers (Giovanni Filippetto, Umberto Nigri en Antonello Piroso) van 'Operazione Off-Side', een fictieve documentaire gebaseerd op het schandaal, hebben het aangedurfd de affaire en het verrotte Italiaanse voetbalsysteem goed onder de loep te nemen. Operazione Off Side werd in 2007 door La7 (tevens producent) uitgezonden tijdens een speciale thema-avond over het schandaal. Het is de eerste documentaire over Calciopoli, met hoofdrollen voor Daniele Liotti (onderzoeksleider Attilio Auricchio) en Mattia Sbragia (Luciano Moggi) en met de voice-over van Sergio Rubini. De beelden zijn gereconstrueerd, maar het geluidsmateriaal is authentiek en is afkomstig de 'Procura di Napoli' en van het 'Nucleo Operativo dei Carabinieri di Roma'.
Operazione Off-Side was ook de naam van het echte onderzoek dat door de Carabinieri (de Italiaanse politie) van Rome in de periode 2004-2006 is uitgevoerd. In de documentaire is naast originele afgetapte telefoongesprekken en getuigenissen ook exclusief beeldmateriaal verwerkt waarin verdachten worden geobserveerd en geschaduwd ten tijde van het onderzoek. Op Operazione Off-Side werd door de televisiekijker over het algemeen positief gereageerd, vooral omdat La7 er goed in was geslaagd een duidelijk beeld te tonen van een ‘systeem’ dat totale controle over het Italiaanse voetbal had.

## Afgetapte telefoongesprekken
Omdat het hele schandaal draaide om afgetapte telefoongesprekken en deze in de processen de voornaamste bewijsstukken vormden volgen hier ter illustratie een aantal willekeurige intercettazioni.
Op 11 augustus 2004 hadden Moggi en Pairetto contact na afloop van de wedstrijd Juventus – Djurgården (2-2) die werd gespeeld in de voorronde van de Champions League. Scheidsrechter Herbert Fandel keurde een goal van Juventus speler Fabrizio Miccoli af. Pairetto moest duidelijk in de ‘verdediging’.

## Het schandaal in 2010
Vier jaar later is het schandaal nog steeds niet ten einde. Regelmatig worden er nog nieuwe ontdekkingen gedaan, geven betrokkenen hun visie op de gebeurtenissen en komen zelfs nog nieuwe telefoongesprekken boven drijven. Dat was zeker het geval toen de aanklagers uit Napels in april 2010 met nieuwe bewijzen onder ogen kregen. Het schandaal nam een onverwachtse wending, omdat nu ook Inter, de club die al die tijd buiten schot was gebleven, in het verdomhoekje belandde. Nieuw ontdekte telefoongesprekken uit 2004 en 2005, naar buiten gebracht door advocaten van Moggi (Maurilio Prioreschi, Paolo Rodella en Paolo Trofino), wezen uit dat Bergamo en Pairetto regelmatig telefonisch contact hadden met Inter eigenaar Massimo Moratti en de toenmalige voorzitter van de club, Giacinto Facchetti. Ook Adriano Galliani, voorzitter van AC Milan, hing meerdere malen aan de lijn met deze scheidsrechtersaanstellers. 'Calciopoli bis' (of, als het aan de Juve fans ligt: 'Morattopoli') was een feit.
Bergamo verdedigde zich in een interview met Tuttosport door te zeggen dat het de normale gang van zaken was. Hij belde immers met zoveel voorzitters en clubmensen. Dat hij zowel bestuursleden van Juventus als Milan en Inter bij hem thuis had uitgenodigd om te komen dineren, gaf volgens hem eens te meer zijn onpartijdigheid aan.
Ondertussen werd vanuit het Juventuskamp stelling genomen: met de straf die men destijds opgelegd kreeg kon men leven, maar er werd gepleit voor gerechtigheid, want ook de andere schuldigen zouden alsnog de juiste straf moeten worden opgelegd. Stiekem werd gehoopt dat de kampioenschappen die Inter in de schoot geworpen kreeg alsnog hun weg terug naar Turijn zouden vinden.
Moratti bestempelde alle aantijgingen als absurd, maar was wel bereid zijn verhaal te doen tegenover de aanklagers. Galliani wees de aantijgingen enigszins van de hand en wachtte liever nader onderzoek af. Pancalli kon met terugwerkende kracht niet zeggen wat men gedaan zou hebben als men in 2006 geweten had waar men in 2010 achter was gekomen, en of de afgenomen titels alsnog terug zouden gaan naar Juventus. Franco Carraro, ex-president van de FIGC, vond het aan Inter toekennen van de titels een grove fout. Een ander scenario, mochten de titels daadwerkelijk nogmaals van eigenaar veranderen (en dat is maar de vraag omdat de meeste vergrijpen inmiddels verjaard zijn), is dat ze aan AS Roma zouden worden gegeven.
Het feit dat ex-Inter spits Christian Vieri een klacht heeft ingediend bij de FIGC over zijn oude club uit Milaan vergroot indirect de kansen van AS Roma, in ieder geval wat betreft de titel uit 2005-2006. Vieri beschuldigde Inter ervan hem te hebben bespioneerd. Dit zou in samenwerking met Telecom Italia zijn gebeurd. Als Inter hieraan schuldig wordt bevonden zal het inderdaad de titel worden ontnomen. In feite is dit een van enkele kleinere schandalen binnen het grote voetbalschandaal.
Op 13 april 2010 werd in Napels de zaak Calciopoli officieel heropend met de horing van verschillende betrokkenen. De nieuwe bewijzen werden relevant genoeg bevonden om tot verder onderzoek over te gaan en er werd, op instigatie van het kamp van Moggi, opdracht gegeven 74 telefoongesprekken uit te schrijven en te openbaren. Bergamo kwam onder vuur te liggen door met name een specifiek telefoongesprek (in het nieuwe proces ook wel 'de moeder aller telefoongesprekken' genoemd) tussen hem en Facchetti waarin de twee de arbitrage bespreken voor de wedstrijd tussen Inter-Juventus, gespeeld op op 28 november 2004 (2-2). Bergamo hield voet bij stuk door te zeggen dat het Facchetti (inmiddels overleden) was die 'stel Collina aan' zegt, terwijl op het audiobestand van het gesprek duidelijk is te horen dat hij dit zelf is. Uiteindelijk leidde Rodomonti Il Derby d'Italia. Zoon Gianfelice Facchetti was ontzet en verbolgen over de aanvallen op zijn vader. Hij was overigens van mening dat Inter de titels zou moeten teruggegeven, ook zonder het schandaal zou Inter de titels niet in de wacht gesleept hebben, deelde hij mede in een interview.
Buiten het gerechtsgebouw had zich een schare Juventus fans opgesteld om steun te betuigen aan Moggi en de zijnen en om de haat jegens aartsrivaal Inter te onderstrepen. Spandoeken met 'Intercettazioni' en 'La B chiama, Moratti risponde' (de Serie B belt, Moratti neemt op) waren veelbetekenend.
Op 20 april vond de tweede zitting plaats. Op 11 mei was het aan voormalig AC Milan coach Carlo Ancelotti om vragen te beantwoorden. Op deze dag werd er tevens toe besloten het aantal telefoongesprekken dat dient te worden onderzocht van 74 naar 225 te verhogen.